# Албрехт фон Брауншвайг-Волфенбютел
Албрехт фон Брауншвайг-Волфенбютел (на немски: Albrecht von Braunschweig-Wolfenbüttel, * 4 май 1725 в Брауншвайг, † 30 септември 1745 при Соор, Бохемия) от фамилията Велфи (Нов Дом Брауншвайг) е принц на Брауншвайг и Люнебург и пруски генерал-майор.
Той е петият син на Фердинанд Албрехт II (1680 – 1735), херцог на Брауншвайг и Люнебург, херцог на Брауншвайг-Волфенбютел-Беверн и на цялото Княжество Брауншвайг-Волфенбютел. Майка му Антоанета Амалия (1696 – 1762) e най-малката дъщеря на херцог Лудвиг Рудолф фон Брауншвайг и сестра на Елизабет, съпруга на император Карл VI, a сестра ѝ Шарлота (1694 – 1715) е съпруга на царевич Алексей Петрович от Русия.
През 1733 г. сестра му Елизабет Христина се омъжва за тронпринц Фридрих II. През 1733 г. брат му Карл I се жени за Филипина Шарлота Пруска (1716 – 1801), сестрата на Фридрих II.
През 1738 г. Албрехт става хауптман на гренадирския полк при брат си Фердинанд, с когото същата година се бие против турците. През октомври 1743 г. той става капитан на кон в кралската датска гвардия. През 1744 г. родителите му позволяват да стане доброволец при английския генерал Джордж Уейд в Нидерландия, където става полковник-лейтенант. През 1745 г. той напуска службата си за Дания, за да се включи в пруската войска. Там той става генерал-майор на инфатерийския полк нр. 39, който преди това е на брат му, и се бие с него в битката при Хоенфридберг (4 юни 1745) в Силезия. Той е убит на 30 септември 1745 г. в битката при Соор.
Последван е като командир на полка от брат му Фридрих Франц.
Брат му Карл I нарежда да се пренесе трупа му в катедралата на Брауншвайг. Там той е погребан на 19 октомври 1745 г. в княжеската фамилна гробница.